# 彼方 (曲)
「彼方」（かなた）は、日本の音楽ユニット・ナナムジカの5作目のシングル。

## 概要
- 前作「Sora」から1ヶ月ぶり、ナナムジカ単独名義としては「愛の歌」から2ヶ月ぶりとなる3ヶ月連続シングルリリースの第3弾となる作品。
- 表題曲は加藤ローサと松田翔太主演のドラマ『女帝』の主題歌に起用された[1]。ドラマ主題歌に起用されるのは前々作「心音」以来2作ぶり、通算4作目となった。
- 同年で活動休止に入ったため、今作が最後の作品となった。

## 収録曲
1. 彼方
作詞：ナナムジカ
作曲・編曲：岡ナオキ
2. COLOR
作詞・作曲・編曲：ナナムジカ
3. みつばち
作詞・作曲・編曲：ナナムジカ
4. 彼方 -Instrumental-
作曲・編曲：岡ナオキ
表題曲のインストゥルメンタル。

## タイアップ
- テレビ朝日系列金曜9時枠連続ドラマ『女帝』主題歌 (#1)